# モルフォリノ

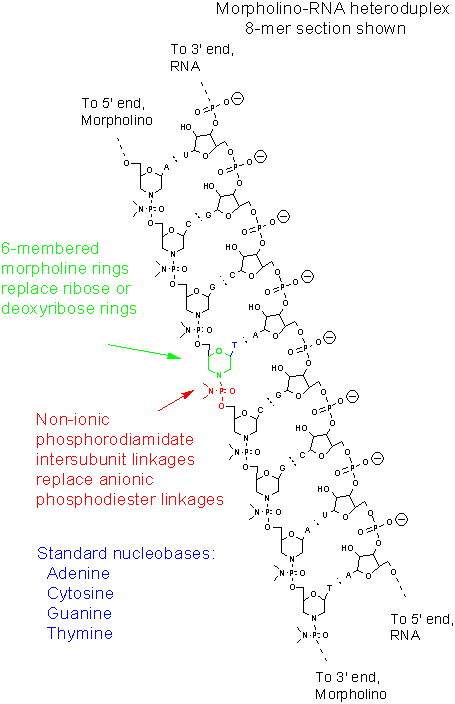
モルフォリノ-RNAヘテロ二本鎖、8-mer。

モルフォリノ（英: Morpholino）、モルフォリノアンチセンスオリゴ（英: Morpholino Antisense Oligo）、ホスホロジアミデートモルフォリノオリゴ核酸（英: phosphorodiamidate Morpholino oligomer：PMO）は、分子生物学において遺伝子発現に変化をもたらすために用いられるオリゴヌクレオチド（通称：オリゴ）の一種である。モルフォリノは、核酸塩基が結合したメチレンモルホリン環骨格がホスホロジアミダート基を介して連結された分子構造を持つ。モルフォリノはRNA上の短い特定の配列（約25塩基）と塩基対を形成し、その他の分子のアクセスを遮断する。モルフォリノは、遺伝子の機能をノックダウンする逆遺伝学の研究ツールとして利用されている。
本項目では、核酸アナログであるモルフォリノアンチセンスオリゴについて議論する。「モルフォリノ」または「モルホリノ」という語は、六員環であるモルホリン環を含む化学物質を指す名称にも使われる。他のモルホリン含有分子との混同を避けるため、オリゴとしてのモルフォリノについて記載する場合には英語では"Morpholino"と商標名として大文字で表記されることが多いが、科学文献において統一されているわけではない。モルフォリノはPMOと書かれることもあり、こうした使用例は特に医学文献で多い。細胞内への移行を促進する化学基が共有結合的に付加された、Vivo-MorpholinoやPPMO（peptide-conjugated PMO）といった改良型のモルフォリノも開発されている。
遺伝子ノックダウンは、細胞内の特定の遺伝子の発現を低下させることによって行われる。タンパク質をコードする遺伝子の場合には、通常は対応するタンパク質の細胞内の量の減少が引き起こされる。遺伝子ノックダウンは特定のタンパク質の機能を明らかにする手法の1つである。また同様の手法を用いてRNA転写産物の特定のエクソンのスプライシング除去を引き起こすことで、そのエクソンにコードされるタンパク質領域の機能を明らかにできる場合があるが、タンパク質活性全体のノックダウンが引き起される場合もある。モルフォリノは、マウス、ゼブラフィッシュ、カエル、ウニなど、いくつかのモデル生物での研究に応用されている。モルフォリノはpre-mRNAのスプライシングの変化を引き起こしたり、miRNAの成熟過程や活性を阻害したりすることもできる。モルフォリノによるRNA標的化技術や細胞内への送達技術に関しては、いくつかの総説が書かれている。
モルフォリノは、細菌性疾患、ウイルス性疾患や遺伝子疾患を標的として、製薬企業での開発が進められている。サレプタ・セラピューティクスによって開発されたモルフォリノベースの薬剤であるエテプリルセンは、デュシェンヌ型筋ジストロフィーの一部の原因変異に対する治療として2016年9月にアメリカ食品医薬品局（FDA）の迅速承認を受けた。2019年から2021年にかけて、その他のモルフォリノベースの薬剤としてゴロディルセン、ビルトラルセン、カシメルセン（いずれもデュシェンヌ型筋ジストロフィーに対して）がFDAの承認を受けた。

## 歴史
モルフォリノはAntiVirals Inc.（現：サレプタ・セラピューティクス）のJames E. Summertonによって考案され、当初Dwight Wellerと共に開発が行われた。

## 構造
モルフォリノは、天然の核酸構造をもとにした再設計によって作製された合成分子である。通常は長さは25塩基であり、相補的配列を持つRNAまたは一本鎖DNAに対して標準的な塩基対形成によって結合する。構造面でのモルフォリノとDNAの差異は、モルフォリノは標準的な核酸塩基を持つが、塩基はメチレンモルホリン環に結合しており、リン酸基ではなくホスホロジアミダート基を介して連結されている。アニオン性のリン酸が電荷を持たないホスホロジアミダートで置換されていることにより、通常の生理的なpHの範囲でのイオン化が起こらず、生体や細胞内でモルフォリノは非荷電分子として振る舞う。モルフォリノ骨格全体がこうした改変サブユニットから構成されている。

## 機能
多くのアンチセンス構造種（ホスホロチオエート、siRNAなど）とは異なり、モルフォリノは標的RNA分子の分解を誘導することはない。その代わり、モルフォリノはRNA内の標的配列に結合し、RNAと相互作用する可能性のある他の分子を阻害する（steric blocking）ことで作用する。モルフォリノは、胚中の特定のmRNA転写産物の役割の研究に多く用いられる。ゼブラフィッシュ、アフリカツメガエル、ウニ、卵生メダカの卵や胚への注入によってモルファントを作製したり、ニワトリ胚に対してより発生後期の段階でのエレクトロポレーションによる導入を行うこともできる。細胞質基質への適切な送達システムを用いることで、モルフォリノは培養細胞に対しても有効となる。オリゴが送達のためのデンドリマーに共有結合的に連結されたVivo-Morpholinoは、全身投与によって成体動物や培養組織の細胞内へ移行することができる。

### 真核生物における正常な遺伝子発現

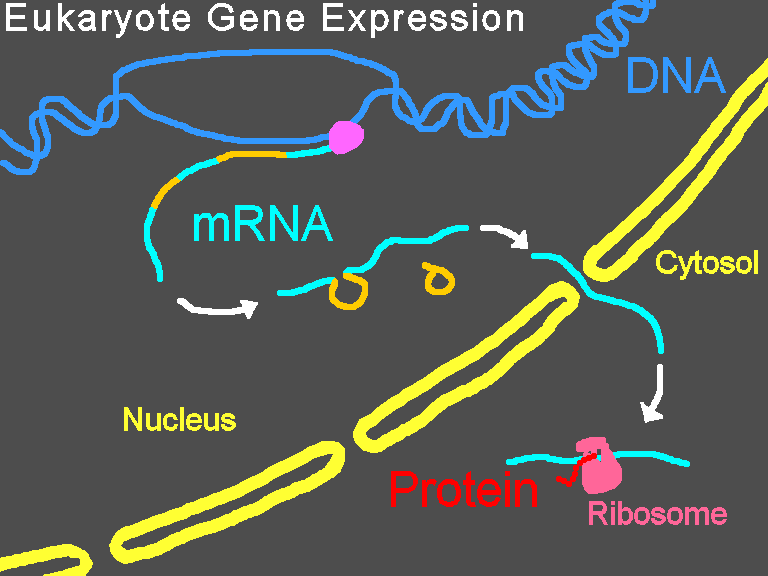
モルフォリノによる干渉がない場合の真核生物の遺伝子発現

真核生物では、核内でpre-mRNAが転写され、イントロンがスプライシングによって除去され、そして成熟したmRNAが核から細胞質へ搬出される。リボソームの小サブユニットは通常mRNAの5'末端に結合し、そこで他のさまざまな翻訳開始因子と結合して開始複合体を形成する。開始複合体はmRNA上をスキャニングして開始コドンに到達し、そこで大サブユニットが小サブユニットに結合してタンパク質の翻訳が開始される。この過程全体が遺伝子発現と呼ばれ、DNAの塩基配列としてコードされた遺伝子の情報がタンパク質構造へと変換される。モルフォリノはその塩基配列によって、スプライシングの変化や翻訳の遮断、もしくはRNA上のその他の機能的部位の遮断を行う場合がある。

### 翻訳の遮断

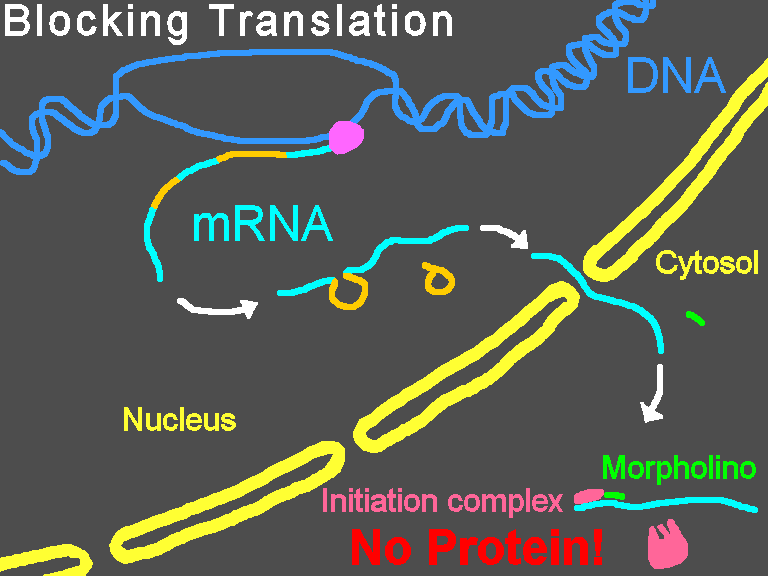
モルフォリノによる翻訳の遮断

mRNAの5' UTRにモルフォリノが結合した場合、開始複合体が5'キャップから開始コドンへ移動する過程の妨げとなり、標的転写産物のコーディング領域の翻訳が阻害される（遺伝子発現の「ノックダウン」と呼ばれる）。このようにモルフォリノは特定のタンパク質の機能を明らかにするための有用な実験ツールであり、タンパク質の発現をノックダウンし、その結果生じる細胞や個体の変化を知るための簡便な手法となる。モルフォリノによる発現のノックダウンは非常に強い効果を示す場合があり、既存の標的タンパク質が分解された後にはウエスタンブロットでも検出されなくなる場合がある。
2016年には、PPMOによるニューデリー・メタロ-β-ラクタマーゼ（多くの薬剤耐性菌がカルバペネム分解に利用する酵素）の発現阻害が報告されている。

### pre-mRNAスプライシングの変化

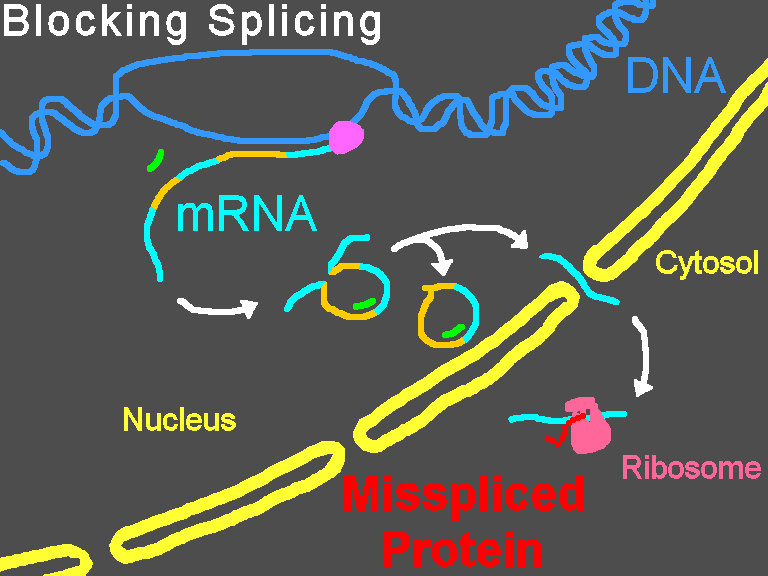
モルフォリノによるスプライシングの遮断

モルフォリノは、スプライシング部位を検知するsnRNP複合体による標的pre-mRNAのイントロン境界への結合を防ぐ、求核性のアデニン塩基を遮断してラリアット構造の形成を防ぐ、スプライシングサイレンサーやエンハンサーに対するスプライシング調節タンパク質の結合に干渉する、といった方法のいずれかによって、pre-mRNAのプロセシング過程を妨げることができる。U1 snRNP（供与部位へ結合する）もしくはU2/U5 snRNP（ポリピリミジン領域と受容部位へ結合する）の結合を防ぐことでスプライシングに変化が生じ、一般的には成熟mRNAから特定のエクソンが除去される。一部のスプライス部位を標的とした場合にはイントロンが組み込まれることや、通常用いられない隠れた（cryptic）スプライシング部位が活性化されて部分的な組み込みや除去が引き起こされることもある。また、U11/U12 snRNPの標的も遮断することができる。スプライシングの変化はRT-PCRによって簡単にアッセイを行うことができ、RT-PCR産物のゲル電気泳動後のバンドシフトを観察することで判別することができる。

### その他の用途：その他のmRNA部位の遮断、プローブとしての利用
モルフォリノは、miRNAの活性や成熟の遮断にも利用される。フルオレセインが付加されたモルフォリノは、フルオレセイン特異的抗体と併用することでmiRNAのin situハイブリダイゼーションのプローブとして利用することができる。また、リボザイムの活性の遮断や、U2 snRNP、U12 snRNPの機能を全体的に阻害することもできる。mRNAのタンパク質コード領域内の滑りやすい（slippery）配列を標的としたモルフォリノは、翻訳のフレームシフトを引き起こす。モルフォリノは、RNA編集、ポリAテール形成、mRNA局在化といった過程を遮断することもできる。こうしたさまざまな標的に対してモルフォリノが活性を有することは、タンパク質またはmRNA内の核酸の相互作用を遮断するための汎用ツールとして利用可能であることを示唆している。

## 特異性、安定性、アンチセンス以外の効果
モルフォリノは、動物の胚を用いる系における標準的なノックダウンのツールとなっている。胚は成体細胞よりも遺伝子発現の幅が広く、オフターゲット相互作用の強い影響を受ける場合がある。カエルまたは魚類の一細胞期もしくは数細胞期の胚への注入後、器官形成と分化のほとんどの過程が経過する、最大5日後までモルフォリノの効果は測定することができる。通常、無関係な配列のオリゴをコントールとして用い、こうしたオリゴは胚の表現型に変化をもたらすことはないが、モルフォリノの効果の配列特異性、そしてアンチセンスオリゴとしての効果以外の影響ではないことの証拠となる。同じmRNAを標的とする何種類かのモルフォリノを同時注入することでノックダウンに必要な用量を減らすことができ、用量依存的なオフターゲットRNA相互作用の低減または除去のための有効な戦略となる。
また、mRNAによるレスキュー実験によって野生型の表現型が回復することがあり、このこともモルフォリノの特異性を示すための証拠となる。mRNAレスキュー実験では、標的となるタンパク質をコードするmRNAの共注入を行う。レスキューのためのmRNAにはモルフォリノの標的となる配列が存在しないよう改変を行っておくことで、レスキューmRNAはモルフォリノ存在下でも目的タンパク質を発現することができるようになる。レスキューmRNAはモルフォリノの影響を受けないため、共注入によって表現型が回復することはモルフォリノの特異性を示すさらなる証拠となる。一部のケースでは、レスキューmRNAの異所性発現のため、野生型表現型のレスキューが不可能となる場合もある。
モルフォリノによる予期していないRNA相互作用の影響を確認するためにヌル変異体の胚で試験を行い、その後に野生型の胚を用いて急激なノックダウンによる表現型を明らかにすることも行われる。ノックダウンによる表現型は変異体の表現型よりも強力であることが多いが、それは変異体ではヌル遺伝子に対して遺伝的な補償作用がはたらく場合があるためである。
モルフォリノは非天然型の骨格を持つため、細胞のタンパク質によって認識されない。ヌクレアーゼはモルフォリノを分解せず、モルフォリノは血清中や細胞内でも分解されない。
ゼブラフィッシュでは最大で18%のモルフォリノで、胚の中枢神経系や体節組織において細胞死など標的と無関係な表現型が誘導されるようである。こうした効果の大部分はp53を介したアポトーシスの活性化によるものであり、標的に対するモルフォリノと抗p53モルフォリノを共注入することで抑制することができる。モルフォリノを用いたノックダウンによるp53を介したアポトーシス効果は他の構造種のアンチセンスオリゴを用いた場合も同様の表現型が出現し、オリゴの種類によるものではない。
モルファントの表現型が意図したノックダウンによるものであるのか、それともオフターゲットRNAとの相互作用によるものであるのかは、同じmRNAの重複しない配列を標的とした別のモルフォリノを用いる、観察された表現型を変異体のものと比較する（ただし一部の変異体では保証効果によって表現型があいまいになる場合がある）、ヌル変異体に対してモルフォリノによってさらなる表現型的変化が生じるかを試す、ドミナントネガティブ変異体を用いるといった、他の実験によって確認が行われる。上述したように、レスキューmRNAの共注入による観察された表現型のレスキューが可能であれば、モルフォリノ特異性を示すための信頼性の高い試験となる。

## 送達
モルフォリノが効果を発揮するためには、細胞膜を通過して細胞質基質へ送達される必要がある。細胞質基質へのマイクロインジェクション後に核内でのスプライシングへの影響が示されているように、細胞質基質に到達したモルフォリノは細胞質と核の間を自由に拡散する。胚、培養細胞、成体への送達にはそれぞれ異なる手法が用いられている。胚への送達には通常はマイクロインジェクション装置が用いられ、注入は一細胞期または数細胞期に行われるのが最も一般的である。胚への送達の他の手法としてはエレクトロポレーションがあり、胚発生のより後期の段階の組織へオリゴを送達することができる。培養細胞への送達の一般的な手法としては、Endo-Porterペプチド（モルフォリノがエンドソームから放出される）、Special Delivery system（現在市販されていない。モルフォリノ-DNAヘテロ二本鎖とエトキシ化ポリエチレンイミン送達試薬を用いる）、エレクトロポレーション、scrape loadingなどがある。
成体組織への送達は通常は困難であるが、未修飾のモルフォリノの取り込みを可能にするいくつかのシステムが存在する（デュシェンヌ型筋ジストロフィーの筋細胞への取り込みやバルーン血管形成術中のストレス下の血管内皮細胞への取り込みなど）。モルフォリノは組織内の細胞間空間を介して浸透するが、未修飾モルフォリノの静脈内投与後の健康な組織の細胞質基質や核への分布は限定的である。成体の多くの細胞への全身投与はモルフォリノに対する細胞透過ペプチドの共有結合修飾によって可能となり、こうしたペプチドコンジュゲートは中用量で毒性を示すものの、こうした毒性が観察される用量以下でin vivoでの効果的な送達に利用されている。また、モルフォリノの末端にオクタグアニジンデンドリマーを付加することで、この修飾オリゴ（Vivo-Morpholinoと呼ばれる）を血中から細胞質基質へ送達することができるようになる。ペプチドコンジュゲートやVivo-Morpholinoなど、送達を可能にしたモルフォリノはウイルス性疾患や遺伝子疾患に対する治療薬としての有望性を示している。

## 関連文献
- Wiley-Liss, Inc. Special Issue: Morpholino Gene Knockdowns of genesis Volume 30, Issue 3 Pages 89-200 (July 2001). This is a special issue of Genesis that consists of a series of peer-reviewed short papers using Morpholino knock downs of gene function in various animal and tissue culture systems.
- "Peptide Nucleic Acids, Morpholinos and Related Antisense Biomolecules." eds. Janson & During (Springer, 2007)
- Moulton, Jon (2007). “Using Morpholinos to Control Gene Expression (Unit 4.30)”. In Beaucage, Serge. Current Protocols in Nucleic Acid Chemistry. New Jersey: John Wiley & Sons, Inc.. ISBN 978-0-471-24662-6